# 아이보리 아키노
아이보리 아키노(Ivory Aquino)는 필리핀계 미국인 배우이며, 트랜스여성이다.

## 출연 작품

### 영화
- 사랑의 언어 (2019) - 트릭시 역
- 배트걸 (2022) - 알리시아 여 역

### 텔레비전
- 웬 위 라이즈 (2017) - 세실리아 청 역
- 테일 오브 더 시티 (2019)
- 뉴 암스테르담 (2019-20)
- FBI: 모스트 원티드 (2020)
- 블루 블러드 (2021)